# 白色基地
白色基地（ホワイトベース/WHITE BASE）是日本動畫《機動戰士GUNDAM》劇中出場的機動戰士母艦，為地球聯邦軍所屬天马级強襲揚陸艦（英文「兩棲突擊艦」之日譯）的第二艘。一年战争結束時隸屬地球聯邦宇宙軍第二聯合艦隊第13獨立部隊，是機動戰士GUNDAM主角們所搭乘的母艦，也是故事的舞台。艦籍編號為SCV-70或稱LMSD-71。台灣譯名為「白色基地」，香港譯名為「太空母艦」、「木馬號」，大陆的官方译名为“怀特要塞”。於圖解太空船一書中，白色基地被列為虛構太空船的第6艘（動畫相關作品中的第3艘）重要艦隻。並指出是這一艘艦讓其同級的飛馬級艦隻有名氣。

## 機體解說
關於本艦的設定與說法很多，詳列如右表，本文以劇場版機動戰士GUNDAM三部曲的說法為主體。
白色基地是地球聯邦軍第一艘具有MS搭載能力的宇宙戰艦。設計前提即為搭載V作戰所產生的RX系列MS。本身的火器雖然與同期宇宙戰艦相比較為低落，但其所搭載的高性能MS補足了戰力。軍方對於其戰果相當滿意，所以在本艦所屬的飛馬級之後，又陸續開發了阿卡瑪級，拉·凱拉姆級等MS母艦。一年战争後期的文森計畫與戰後的聯邦軍重建計畫所建造的戰艦雖然也有繫留或搭載MS的能力，但搭載數量均不及此類艦艇。
另外，本艦的另一個主要特色是搭載了米諾夫斯基飄浮系統可以自行脫離或重返大氣層。這種設計可能由於高價或運用上無此必要性，其後的聯邦軍戰艦沿用此設計的幾乎沒有。
本艦的全體被劃分為許多獨立的區塊，為了實施損害管制可將部分的區塊從艦體脫離。（阿·巴瓦·空決戰時曾以此功能拋棄受損的引擎。）在兩舷向外延伸的MS彈射軌道外觀如同馬的四肢，所以吉翁軍將其稱為「聯邦的木馬」。另外由於艦橋寬廣以及備有人工重力區塊的特性，也有人認為此種戰艦在設計上是被作為艦隊旗艦的功能。在其他的故事當中飛馬級同系列戰艦也有實際被作為旗艦的例子。
關於艦籍編號的說法，在BANDAI所發行的MSV系列模型中被設定為SCV-70，雖然較為常用，但SCV的英文字義為「宇宙航空母艦」。而在1999年發行的「機動戰士GUNDAM MSV COLLECTION 宇宙篇」（講談社）當中則將本艦的編號設定為LMSD-71。以「兩棲攻擊艦」的意義來說，LMSD才是適合原設定意義的分類(*)。另外在《機動戰士GUNDAM0083 STARDUST MEMORY》當中登場的飛馬級七號艦阿爾比昂的編號被設定為MSC-07 (MSC = Mobile Suit Carrier，機動戰士母艦）所以也有部分愛好者認為本艦編號應為MSC-02。 
(*)現實中的船艦並沒有LMSD這樣的船型代號，最接近的是美國海軍的LSD船塢登陸艦。但是LSD艦的主要功能是搭載直昇機或裝有兩棲戰車的登陸小艇，與白色基地本身直接搭載MS進出戰鬥區域的功能也不太符合。

### 開發經緯
一般認為本艦為聯邦軍V作戰當中隨著RX系列機動戰士一起被建造，不過在BANDAI相關模型設定書籍裡存在一些不太相同的說法。
在一年战争發生之前，聯邦軍就開始著手開發宇宙專用空母（SCV），計畫代號為「SCV-X」，當初預定搭載的是FF-S3劍魚型宇宙戰機x12。而在SCV-X的多種草案當中「SCV-27」（或稱「SCV-27A」）草案被採用。本艦為SCV-27案之第一號艦。另外也有一些早期設定稱本艦開發期間曾為了對聯邦議會隱蔽情報而故意分類為SBB（宇宙戰艦）之下，後來建造時才改為RX系列MS母艦，竣工時艦型代號改為宇宙攻擊空母（SCVA）。但從後來的各項作品中很難找到此項設定的實際表現。
前述之「SCV-27(A)計畫」被列為UC0077年度聯邦軍戰力整備計畫並通過預算，於0078年二月於賈布羅A區1號船塢開工興建。由於0079年1月一年戰爭初期聯邦大敗以及V作戰發動的影響，本艦變更設計為MS專用母艦，於同年4月進行改造，7月進宙，9月完工啟航。
本艦的艦級分類雖然曾在MSV模型系列中被稱為「白色基地級」，但目前BANDAI模型系列中被提到的官方設定則以「飛馬級」為主。與飛馬級一號艦：SCV-69 飛馬號（Pegasus）幾乎同時間開工。本來預定讓飛馬號先行服役，但由於引擎的部分出現設計問題，使得飛馬號的建造進度大幅落後，而本艦由於當時尚未施工至引擎部分所以沒有受到設計變更的影響，以結果來看白色基地比飛馬號提早一週完工，故以起造時間來看飛馬號為第一號艦，而從竣工時間來看白色基地才是一號艦。
另外引擎部分的設計問題並未完全解決，劇中白色基地乘組員曾受到引擎問題的困擾。因此飛馬級造艦進度至三號艦後暫停，四號艦之後大幅修改設計成為「準白色基地級」（部分設定稱改良型飛馬級）宇宙攻擊空母，分類代號變更為SCVA。但是在2000年BANDAI在富士急Highlight樂園所設立的遊樂設施GUNDAM THE RIDE以及PS2遊戲《吉翁最前線》當中，飛馬級五號艦，SCV-73（Blanc Rival）編號仍沿用SCV系統。相關的設定變遷請參見飛馬級條目。

## WB隊簡介
白色基地在被迫投入實戰時尚未決定隸屬的單位，因此艦上成員被臨時以艦名稱為「White Base隊」（簡稱WB隊）。該名稱在一年戰爭後期正式編成為第十三獨立部隊之後仍然被使用。
本部隊成員大部分非正規軍，而是沒有受過完整軍事訓練的少年與少女，但戰爭期間所獲致的戰果使得聯邦與吉翁雙方都謠傳其為「新人類部隊」。

### 主要成員
艦長
- 保羅·卡修斯[2]
- 里德（在劇中曾一度預定擔任艦長，之後並未實際接掌本艦）
- 布萊特·諾亞[2]

戰鬥駕駛員
- 阿姆羅·雷（RX-78-2 GUNDAM，編號102）
- 凱·西登（RX-77 鋼加農，編號108）
- 小林隼人（RX-75 鋼坦克 1/2、RX-77 鋼加農，編號109）
- 保政良（核心戰機、RX-75 鋼坦克 2/2）
- 史雷格·羅（G戰機、核心推進機）
- 雪拉·瑪斯（G戰機、核心推進機）
- 喬布·約翰（Gunperry、RX-75 鋼坦克 2/2）

艦橋成員
- 歐斯卡·達布林
- 邦馬斯
- 芙勞·波
- 馬克·庫蘭
- 雪拉·瑪斯
- 米萊·八洲

### 搭載兵器
- RX-78-2 GUNDAM
- RX-77 鋼加農
- RX-75 太空坦克
- GUNPERRY（運輸機）
- FF-X7 核心戰機
- FF-X7-Bst 核心推進機
- G戰機
- 宇宙小艇

## 劇中的活動

### 動畫版
（以下的記載原則上以初代機動戰士GUNDAM劇場版三部曲以及講談社所發行之官方設定資料集：為主，而電視版之描寫與劇場版稍有不同。）
UC0079.9.15 — 本艦完工出港，首航兼測試航行目的為月神二號基地
UC0079.9.18 — 到達Side7的Green Noah殖民地受領RX系列機體並遭遇吉翁軍偵察部隊並發生戰鬥，保羅·卡修斯艦長重傷，由布萊特·諾亞代理指揮，故事由此展開。
UC0079.9.20 — 本艦逃離Side7抵達月神二號空域，與夏亞·阿茲納布爾率領的部隊再度交戰，保羅艦長死亡。
UC0079.9.22 — 在月神二號基地司令瓦肯少佐命令下，本艦由一艘薩拉米斯級巡洋艦護航，朝地球前進。
UC0079.9.23 — 本艦重返大氣層時受夏亞率領的部隊攻擊，而改變軌道降落於吉翁軍佔領下的北美。由於引擎故障與戰力不足無法直接南下進入聯邦控制的南美洲。在此期間與雷比爾將軍派遣之136補給中隊會合並且進行補給。
UC0079.10.4 — WB隊與吉翁地球方面軍司令卡爾馬·薩比率領之部隊交戰並加以殲滅，卡爾馬戰死。並與吉翁軍派來追討WB隊的賴巴·拉爾部隊交戰。之後本艦由西岸脫離北美地區前往東亞。
UC0079.10.10 — 抵達新疆羅布泊附近，雷比爾將軍下令本艦取道陸路前往參加敖德薩作戰。
UC0079.11.5 — WB隊終於擊破數度交手的賴巴·拉爾隊，賴巴·拉爾戰死，在之後拉爾隊集結殘餘兵力重新攻擊的戰鬥當中太空坦克駕駛員龍·荷西戰死。
UC0079.11.9 — WB隊抵達敖德薩戰區並與吉翁軍王牌小隊黑色三連星交戰並將之擊破，此役中136補給中隊指揮官瑪琪露達中尉戰死。（電視版當中此役發生在11.6，另有WB隊阻止吉翁軍敖德薩防衛司令馬·克貝發射核武器的記述）
UC0079.11.18 — 本艦抵達貝爾法斯特，於19日，21日受到吉翁軍第26潛水戰隊兩架水陸MS襲擊並加以擊破。21日深夜出航。
UC0079.11.22 — 本艦在大西洋上遭夏亞率領之戰略海洋諜報部隊監視追蹤。
UC0079.11.27 — 本艦抵達賈布羅，進入基地時被夏亞得知秘密入口，並使得吉翁軍發動賈布羅攻略作戰。
UC0079.11.30 — 吉翁軍賈布羅攻略作戰中，阿姆羅駕駛GUNDAM與夏亞的魔蟹交戰，同時WB隊解除了夏亞部隊設置於MS工廠的炸彈。
此役之後WB隊正式編成為第13獨立部隊，成員被賦予軍階或升級，RX—75太空坦克卸載（電視版中未卸載），補充C—109號鐳射大炮，核心推進機（電視版中為G戰機），以及正規軍駕駛員史雷格中尉。為補充本艦之戰損，聯邦從正在建造中的飛馬級六號艦SCVA—74拆卸多數零件加以運用，使得SCVA—74到終戰仍未完成。
UC0079.12.2 — 本艦與另外三艘僚艦自賈布羅升空參加「星一號作戰」
UC0079.12.4 — 本艦與吉翁軍凱梅爾巡邏艦隊交戰並殲滅之，部隊長德倫大尉戰死。之後進入Side6帕爾達殖民地。
UC0079.12.5 — 本艦於離開Side6時與吉翁軍康斯肯機動部隊兩度交戰並殲滅之。之後與瓦肯少佐率領之聯邦軍第三艦隊會合。
UC0079.12.24 — 第13獨立部隊投入所羅門攻略，史雷格中尉駕駛核心推進機向吉翁軍巨大MA「魔霸」特攻犧牲，阿姆羅則駕駛GUNDAM擊破魔霸。吉翁宇宙攻擊軍總司令德茲爾·薩比中將戰死。
UC0079.12.30 — 第13獨立部隊投入阿·巴瓦·空攻略，由於艦隊集結中受吉翁軍殖民地雷射砲照射，聯邦軍損失1/3左右的艦艇。之後聯邦軍決定以麥哲倫級戰艦魯薩魯為旗艦並繼續對阿·巴瓦·空發動攻擊，本艦被編入第一大隊，並作為聯邦艦隊集結之目標。
UC0079.12.31 — 本艦強行登陸阿·巴瓦·空表面，多數嚴重受損而放棄。成員在阿·巴瓦·空內部進行戰鬥後搭乘小艇脫離。（部分設定指WB隊成員被飛馬級SCV—73 Blanc Rival回收或由薩拉米斯巡洋艦費城號返抵月面格拉那達基地）

### 小說版
在富野小說版當中，白色基地與飛馬號的地位顛倒，主角艦變為「白色基地級二號艦飛馬號」。飛馬號與RX-78-2 GUNDAM在航行途中遭到擊破，之後在賈布羅重新配備灰色塗裝的RX-78-3 GUNDAM三號機以及白色基地級三號艦Pegasus J。而日後的MSV系列模型則將RX-78-3命名為G-3 GUNDAM。Pegasus J改名為White Base Jr.並且將小說版的設定當作MSV系列模型的船艦編號正式設定。

### 漫畫版（THE ORIGIN）
在2002年開始連載的安彥良和版漫畫作品《機動戰士GUNDAM THE ORIGIN》當中，白色基地被設定為補給艦（嚴格來說是偽裝成補給艦的戰艦）。劇情大綱上，本艦降落北美之後並沒有環繞歐亞大陸，而是直接南下進入賈布羅。之後在賈布羅被大幅改裝，成為原本設計中的「飛馬級宇宙戰艦」一號艦飛馬號。也就是說在這個版本當中飛馬號跟白色基地被當作是同一艘船。另外由於白色基地的活躍受到軍方的肯定，在白色基地到達賈布羅進行改裝時，同型的二號與三號艦已經開工，之後在一個月間開工至第七號艦「信天翁」號（アルバトロス/albatross）。不過本設定又與《機動戰士GUNDAM0083 STARDUST MEMORY》當中飛馬級七號艦阿爾比昂的設定互相衝突。